# Phalaca malaccensis
Phalaca malaccensis är en insektsart som beskrevs av Willemse, C. 1938. Phalaca malaccensis ingår i släktet Phalaca och familjen gräshoppor. Inga underarter finns listade i Catalogue of Life.